# Bilady, Bilady, Bilady
Bilady, Bilady, Bilady (àrab: بلادي بلادي بلادي, Bilādī, bilādī, bilādī, ‘País meu, país meu, país meu’) és l'himne nacional d'Egipte. La lletra i la melodia han estat compostes per Sayed Darwish (1892-1923). Aquest himne va ser adoptat oficialment el 1979. El maig de 2014, el president Adly Mansur va promulgar una llei que penalitza l'insult a la bandera nacional, la llei inclou entre altres ofenses la negativa a posar-se dempeus per escoltar l'himne nacional. Això es castiga amb una pena de presó d'un any i una multa de 30,000 lliures egípcies.